# Álex Haro Bravo
Pour les articles homonymes, voir Haro et Bravo.
Pas d'image ? Cliquez ici
Álex Haro Bravo, né le 14 mars 1980 en Espagne, est un copilote automobile espagnol de rallye.

## Palmarès

### Résultats au Paris-Dakar[1]
| Année | Catégorie | Constructeur     | Position       | Victoires d'étape | Pilote             |
| ----- | --------- | ---------------- | -------------- | ----------------- | ------------------ |
| 2015  | Auto      | MD Optimus       | 41e            | -                 | Albert Llovera     |
| 2016  | Auto      | Mini All4 Racing | 6e             | -                 | Nani Roma          |
| 2017  | Auto      | Overdrive Toyota | 4e             | -                 | Nani Roma          |
| 2018  | Auto      | Mini All4 Racing | Abd.           | -                 | Nani Roma          |
| 2019  | Auto      | Mini All4 Racing | 2e             | -                 | Nani Roma          |
| 2020  | Auto      | Toyota Hilux     | 5e             | 1                 | Giniel de Villiers |
| 2021  | Auto      | Toyota Hilux     | 8e             | 1                 | Giniel de Villiers |
| 2022  | Auto      | Prodrive Hunter  | Abd. (Étape 4) | -                 | Nani Roma          |
| 2023  | Auto      | Prodrive Hunter  | Abd. (Étape 4) | -                 | Orlando Terranova  |
| 2024  | Auto      | Ford Sport       | 44e            | -                 | Nani Roma          |

### Autres
en auto
- Baja Aragón 2015 : vainqueur en tant que copilote de Nani Roma
- Baja Portalegre 500 2018 : vainqueur en tant que copilote de Nani Roma
- Rallye du Maroc 2019 : vainqueur en tant que copilote de Giniel de Villiers
- Rallye automobile en Espagne[5] : 
  - 2008-2022 : 10 victoires en tant que copilote de Pons Xevi
  - 2015-2022 : 4 victoires en tant que copilote de Nani Roma
  - 2013 : 1 victoire en tant que copilote de Triviño Ricardo
  - 2012 : 1 victoire en tant que copilote d'Albert Llovera
  - 2008 : 1 victoire en tant que copilote de Solà Dani
  - 2007 : 1 victoire en tant que copilote de Pons Suñe Eduard